# Disolución por presión

Diagrama esquemático de la disolución por presión que acomoda la compresión/compactación en una roca clástica. El cuadro de la izquierda muestra la situación antes de la compactación. Las flechas rojas indican áreas de máxima tensión (los contactos entre granos). Las flechas azules indican el flujo de especies disueltas (por ejemplo, y en el caso de la caliza) en solución acuosa. El cuadro de la derecha muestra la situación después de la compactación. En áreas de color claro, el crecimiento de nuevos minerales ha reducido la porosidad.

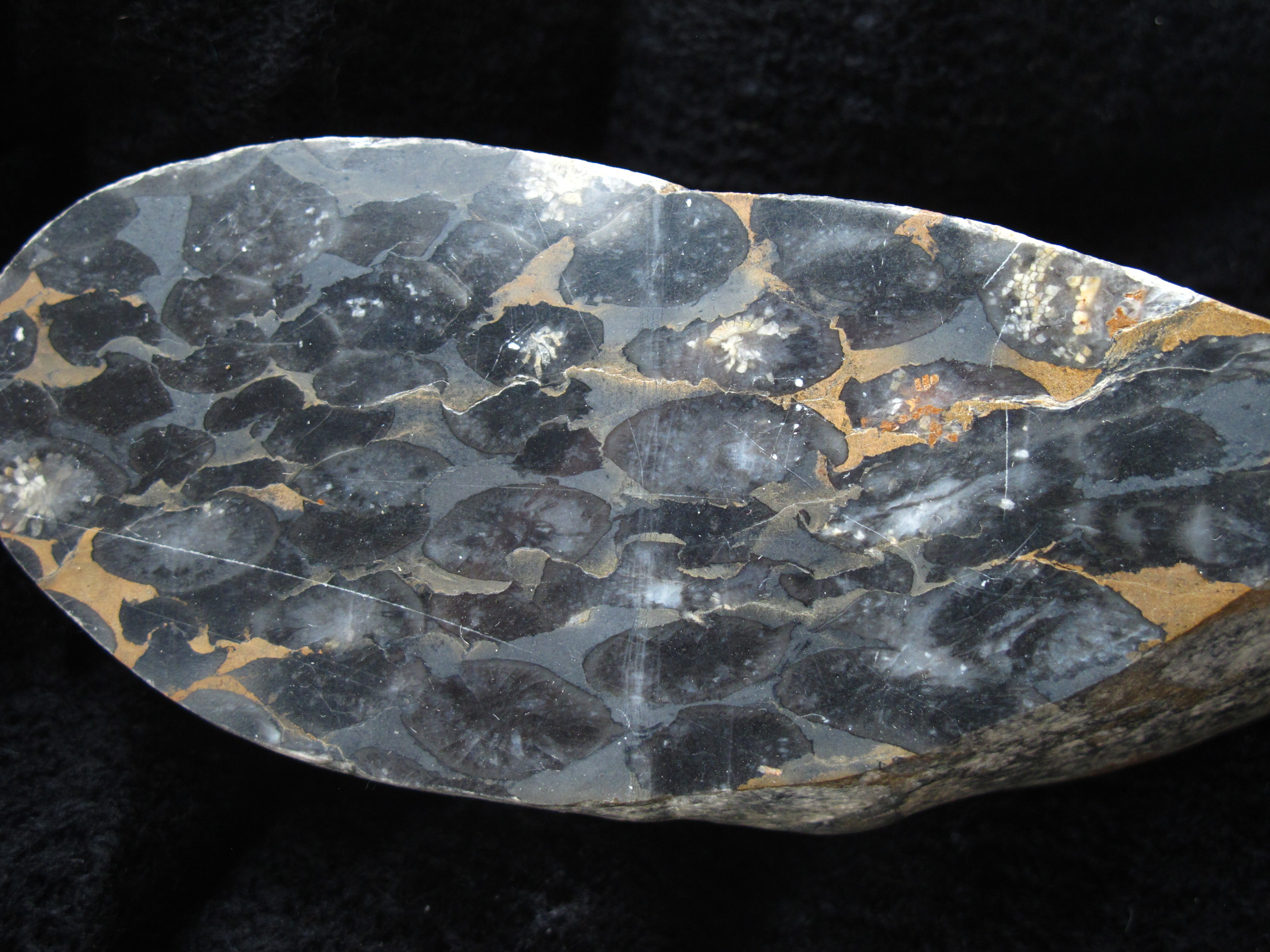
Caliza coralina deformada que muestra un aplanamiento acomodado tanto por la deformación plástica de los corales como por la solución de presión a lo largo de los estilolitos.

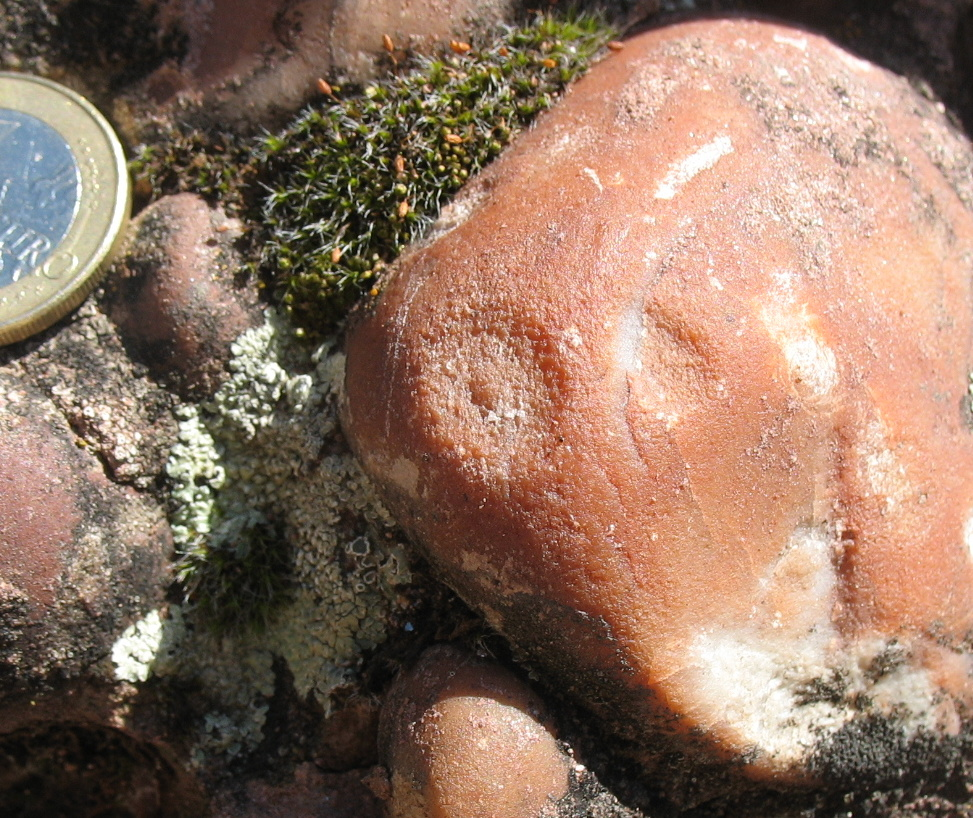
Cantos con estructuras de disolución por presión. Buntsandstein del Barranco de la Hoz (Corduente, Guadalajara, España).

En geología estructural y diagénesis, la disolución por presión es un mecanismo de deformación que implica la disolución de minerales en los contactos entre granos en una roca porosa embebida de una solución acuosa en áreas de tensión relativamente alta y la deposición en regiones de tensión relativamente baja dentro de la misma roca o su remoción completa de la roca dentro del fluido. Es un ejemplo de difusión por transferencia de masa.
La cinética detallada del proceso fue revisada por E. Rutter, y desde entonces dicha cinética se ha utilizado en muchas aplicaciones en las ciencias de la Tierra.

## Ocurrencia
Se ha descrito evidencia de disolución por presión a partir de rocas sedimentarias que solo se han visto afectadas por la compactación. El ejemplo más común de esto son los estilolitos paralelos al plano de estratificación desarrollados en carbonatos.
De manera tectónica, las rocas deformadas también muestran evidencia de disolución por presión, incluidos los estilolitos en un ángulo alto con respecto al plano de estratificación. También se cree que el proceso es una parte importante del desarrollo del clivaje de crenulación.

## Modelos teóricos
E. Rutter también formuló un modelo teórico, que sirvió de base para la formación de las denominadas ecuaciones de Fowler-Yang que pueden explicar el comportamiento de transición de la solución a presión.